# Baldassare Donato
Pour les articles homonymes, voir Donato.
Baldassare Donato (ou Donati, né vers 1530, mort le 17 février 1603 à Venise), est un compositeur et un chanteur italien appartenant à l'école vénitienne. Il a été maître de chapelle de la prestigieuse Basilique Saint-Marc à la fin du XVIe siècle. Il a été une figure importante dans le développement de la musique profane italienne, en particulier dans le domaine de la villanella.

## Biographie
Les détails du début de sa vie ne nous sont pas parvenus. On ne sait même pas où il est né. Donato est mentionné pour la première fois comme chanteur à Saint-Marc à Venise en 1550, où il a été chargé de la formation musicale des garçons en 1562. Quand Gioseffo Zarlino a repris le poste de maître de chapelle de Cyprien de Rore dans 1565, Donato a été rétrogradé pour redevenir à nouveau chanteur. Le conflit entre les deux hommes semble avoir été une caractéristique dans la vie de la basilique, qui a culminé à son apogée dans un combat public entre les deux hommes en 1569 lors de la fête de Saint-Marc, provocant un scandale. En 1577, Donato a pris un poste à la Scuola Grande di S Rocco, une autre église vénitienne avec une grande tradition musicale et un ensemble très performant. Mais il n'a pas réussi à s'entendre avec ses employeurs et là aussi, il a dû démissionner en 1580. En 1588, il est devenu maître de chapelle assistant à Saint-Marc, alors que Zarlino était encore en vie (soit à la suite d'une réconciliation entre les deux hommes ou pour des raisons politiques qui ne sont pas claires), et en 1590 il a repris le poste de son ancien adversaire, l'occupant jusqu'à sa mort en 1603.

## Musique et influence
Donato a représenté une tendance progressiste de l'école vénitienne, qui avait déjà une tradition en avance par rapport aux autres grands styles musicaux italiens contemporains (notamment par rapport à l'école romaine). La tendance progressiste de l'école vénitienne était représentée par des compositeurs tels que Donato, Giovanni Croce, Andrea et Giovanni Gabrieli. La tendance conservatrice était représentée par des compositeurs et théoriciens tels que Zarlino, Cyprien de Rore, et Claudio Merulo, qui avaient tendance à suivre le style franco-flamand qui était prédominant presque partout ailleurs en Europe jusqu'au milieu du XVIe siècle.
La musique sacrée de Donato est la partie la plus conservatrice de sa production. Elle utilisait généralement la polyphonie dans le style de Palestrina, mais aussi en introduisant certains des grands effets mettant en œuvre plusieurs chœurs à la manière des Gabrieli. En dépit de son dédain évident pour le conservatisme de Zarlino, il a clairement absorbé une partie de son style et de son enseignement, comme on peut le voir dans sa bonne maîtrise du contrepoint et dans l'utilisation de la dissonance à la manière de Zarlino, du moins quand il a été délibérément composé dans le style franco-flamand.
Sa contribution majeure à l'histoire de la musique est dans le développement d'une forme profane connue sous le nom de villanella, une forme plus légère que le madrigal et d'origine napolitaine. Certaines de ces pièces ont pu être destinées à la danse, et elles étaient évidemment populaires. Elles sont similaires à la chanson française, ont souvent une mélodie facilement mémorisable, contiennent des rythmes vigoureux, et évitent la complexité polyphonique et chromatique du madrigal du milieu du siècle.
Donato a également écrit des madrigaux dans un style plus sérieux, ainsi que des psaumes, des motets et de la musique de cérémonie.

## Source de la traduction
- (en) Cet article est partiellement ou en totalité issu de l’article de Wikipédia en anglais intitulé « Baldassare Donato » (voir la liste des auteurs).